# Operaciones ferroviarias
Operaciones ferroviarias son todas las que tienen relación con el ferrocarril, y que pueden ser divididas en dos partes: Las relacionadas con la infraestructura ferroviaria, o material fijo, y las relacionadas con el material rodante. En ambos casos, sus operadores pueden ser públicos o privados. En algunos países son empresas privadas las que operan tanto la infraestructura como su explotación, como es el caso de Union Pacific en Estados Unidos. En otros son empresas públicas las que operan en exclusiva la infraestructura y el transporte, como China Railway en la República Popular China. En la Unión Europea, desde el año 1991, existe la imposición de apertura a la competencia de ciertas áreas del mercado ferroviario, y, así, en España, por ejemplo, se ha realizado una liberalización del transporte ferroviario en el que la infraestructura es pública (a cargo del Administrador de Infraestructuras Ferroviarias (Adif) en este caso) y el material rodante para el transporte de mercancías y viajeros puede ser de operadores tanto públicos como privados. En el Reino Unido la empresa pública Network Rail opera en exclusiva la infraestructura y son empresas privadas las que operan el material rodante.